# (73320) 2002 JE92
(73320) 2002 JE92 – planetoida z pasa głównego asteroid okrążająca Słońce w ciągu 4,16 lat w średniej odległości 2,58 j.a. Odkryta 11 maja 2002 roku.